# Kraftwerk Łagisza
Das Kraftwerk Łagisza (polnisch Elektrownia Łagisza) ist ein Steinkohlekraftwerk in Łagisza, einem Stadtteil von Będzin in der Woiwodschaft Schlesien, Polen. Das Kraftwerk befindet sich im Besitz von Tauron Wytwarzanie, einer Tochter des polnischen Energiekonzerns Tauron Polska Energia.

## Geschichte
Erste Teile der Anlage wurden begonnen, als der historisch kleinpolnische Dombrowaer Kohlebecken im neuen „Ostoberschlesien“ im Zweiten Weltkrieg zu Deutschland gehörte. Ausschlaggebend für den Standort waren die Nähe zur Czarna Przemsza und den umliegenden Kohlegruben. 1947 wurden die Arbeiten an der Anlage, unter Leitung des Ministeriums für Industrie und Handel, wieder aufgenommen. Ende 1958 begannen die Vorarbeiten um ein neues Kraftwerk am Standort zu errichten. Die eigentlichen Arbeiten begannen im Frühjahr 1960, insgesamt wurden bis 1970 sieben Kraftwerksblöcke errichtet. In den 1990er-Jahren wurden neue Brenner und Rauchgasentschwefelungsanlagen eingebaut.
Im Jahr 2009 wurde ein neuer Block mit einer elektrischen Leistung von 460 MW in Betrieb genommen; dafür wurden zwei alte Blöcke stillgelegt. Der Dampferzeuger des neuen Blockes, gebaut von Foster-Wheeler, war zum Zeitpunkt des Baus der größte Dampferzeuger der Welt mit zirkulierender Wirbelschichtfeuerung (engl. Circulating Fluidized Bed Combustion, kurz CFB) und der erste und einzige überkritische CFB-Kessel.
Bis 2018 soll in Łagisza ein neuer Kraftwerksblock mit einer installierten Leistung von 413 MW errichtet werden. Die Kosten belaufen sich laut Planung auf ca. 1,5 Mrd. Złoty.

## Technische Daten
Das Kraftwerk hat eine Gesamtleistung von 820 MWe (3x120 MWe + 460 MWe) sowie eine Heizleistung von 335,2 MWt. Der Wirkungsgrad der Anlage beträgt durchschnittlich 37 %.